# Света Хелена (Свети Иван Зелина)
Света Хелена је насељено место у саставу града Свети Иван Зелина у Загребачкој жупанији, Република Хрватска.

## Историја
До територијалне реорганизације у Хрватској налазила се у саставу бивше велике општине Свети Иван Зелина.

## Становништво
На попису становништва 2011. године, Света Хелена је имала 366 становника.

## Попис1991.
На попису становништва 1991. године, насељено место Света Хелена је имало 445 становника, следећег националног састава:
| Попис 1991.‍  | Попис 1991.‍  | Попис 1991.‍ | Попис 1991.‍ | Попис 1991.‍ |
| ------------ | ------------ | ----------- | ----------- | ----------- |
|              |              |             |             |             |
| Хрвати       | Хрвати       |             | 436         | 97,97%      |
| Срби         | Срби         |             | 3           | 0,67%       |
| Муслимани    | Муслимани    |             | 1           | 0,22%       |
| Црногорци    | Црногорци    |             | 1           | 0,22%       |
| остали       | остали       |             | 1           | 0,22%       |
| неопредељени | неопредељени |             | 3           | 0,67%       |
| укупно: 445  |              |             |             |             |